# Shawn Doyle
Shawn Doyle (Wabush, 19 settembre 1968) è un attore canadese.

## Biografia
Nato e cresciuto a Wabush in Terranova  e Labrador, ha studiato teatro alla York University. Iniziò la carriera di attore nel serial canadese The City (1999) e poi nell' L'undicesima ora (2002) grazie al quale fu insignito nel 2002 del ACTA Award e nel 2004 della Gemini per la candidatura come miglior attore protagonista, e nel 2005 una nomination come miglior attore non protagonista. È attore non protagonista di Criminal Instinct nel 2000, 24 nel 2001, di Scar Tissue nel 2002.
Nel 2005 si trasferisce a New York e inizia a comparire in una lunga serie di produzioni che lo rendono un volto noto al pubblico, tra le quali Desperate Housewives, Lie to Me, Dark Blue, Lost, Numb3rs, Blind Justice e ha un ruolo ricorrente in Big Love (2006) che abbandona per iniziare la serie Endgame che lo vede come attore principale.
È attore non protagonista nel film Frequency - Il futuro è in ascolto. Sul grande schermo ha partecipato anche ai film The Majestic (2001), Compagnie pericolose (2001) e Mount Pleasant (2006).
Nel 2014 compare nella quinta serie di Covert Affairs con un ruolo minore.
Nel 2021 entra a far parte del cast della quarta stagione di Star Trek: Discovery, sesta serie live-action del franchise di Star Trek, interpretando lo scienziato Risiano della Federazione dei Pianeti Uniti Ruon Tarka.

## Vita privata
È cugino del cantante canadese Damhnait Doyle.

## Filmografia parziale

### Cinema
- Darkman III - Darkman morirai (Darkman III: Die Darkman Die), regia di Bradford May (1996)
- Frequency - Il futuro è in ascolto (Frequency), regia di Gregory Hoblit (2000)
- Don't Say a Word, regia di Gary Fleder (2001)

### Televisione
- Stiletto Dance, regia di Mario Azzopardi – film TV (2001)
- Do or Die, regia di David Jackson – film TV (2003)
- Desperate Housewives – serie TV, 2 episodi (2004-2005)
- 24 – serie TV, 2 episodi (2005)
- Blind Justice – serie TV, episodio 1x01 (2005)
- Big Love – serie TV, 35 episodi (2006-2010)
- Endgame – serie TV, 13 episodi (2011)
- Hannibal – serie TV, episodio 2x03 (2014)
- Fargo – serie TV, 2 episodi (2014)
- The Expanse – serie TV, 25 episodi (2015-2018)
- Frontiera (Frontier) – serie TV, 13 episodi (2016-2018)
- Unspeakable – miniserie TV, 8 puntate (2019)
- Sfida al presidente - The Comey Rule (The Comey Rule) – miniserie TV, 2 puntate (2020)
- Mirage – serie TV, 6 episodi (2020)
- Star Trek: Discovery – serie TV, episodi 4x05-4x07-4x08 (2021-2022)

## Doppiatori italiani
Nelle versioni in italiano delle opere in cui ha recitato, Shawn Doyle è stato doppiato da:
- Andrea Ward in 24, Mirage
- Vittorio Guerrieri in Big Love, Billions
- Massimo Lodolo in Stiletto dance, Blind justice - Gli occhi della legge
- Luca Ward in Frequency - Il futuro è in ascolto
- Massimiliano Manfredi in Don't Say a Word
- Davide Marzi in CSI - Scena del crimine
- Francesco Pezzulli in Frontiera
- Alberto Angrisano in House of Cards - Gli intrighi del potere
- Andrea Lavagnino in Sfida al presidente - The Comey Rule
- Fabrizio Vidale in Star Trek - Discovery
- Antonio Palumbo in The Expanse